# Liste der Baudenkmale in Nadrensee
In der Liste der Baudenkmale in Nadrensee sind alle denkmalgeschützten Bauten der vorpommerschen Gemeinde Nadrensee und ihrer Ortsteile aufgelistet. Grundlage ist die Veröffentlichung der Denkmalliste des Kreises Uecker-Randow mit dem Stand vom 1. Februar 1996. 

## Baudenkmale nach Ortsteilen

### Nadrensee
| ID | Lage                  | Bezeichnung                                   | Beschreibung                                                 | Bild                    |
| -- | --------------------- | --------------------------------------------- | ------------------------------------------------------------ | ----------------------- |
|    | Dorfstraße 11 (Karte) | Gutshaus                                      | 2-gesch., 11-achs. Putzbau mit Mittelrisalit und Krüppelwalm | Gutshaus                |
|    | Dorfstraße (Karte)    | Dorfstraße mit Straßenpflaster und Kopflinden |                                                              |                         |
|    | Dorfstraße (Karte)    | Kriegerdenkmal                                |                                                              |                         |
|    | (Karte)               | Kirche mit Glockenstuhl                       |                                                              | Kirche mit Glockenstuhl |
|    |                       | Leichenhalle (an der Kirche)                  |                                                              |                         |

### Pomellen
| ID | Lage    | Bezeichnung                                   | Beschreibung | Bild                                |
| -- | ------- | --------------------------------------------- | ------------ | ----------------------------------- |
|    | (Karte) | Gutspark                                      |              | Gutspark                            |
|    | (Karte) | Kirche mit separatem Glockengestell           |              | Kirche mit separatem Glockengestell |
|    | (Karte) | Kriegerdenkmal 1914/1918 (östlich der Kirche) |              |                                     |

## Quelle
- Bericht über die Erstellung der Denkmallisten sowie über die Verwaltungspraxis bei der Benachrichtigung der Eigentümer und Gemeinden sowie über die Handhabung von Änderungswünschen (Stand: Juni 1997)

- Karte mit allen Koordinaten:
- OSM |
- WikiMap